# Ewer ha-Jarkon
Park przemysłowy Jarkon (hebr. אזור תעשייה עבר הירקון; ang. Ever Ha-Yarkon Industrial Zone) – park przemysłowy w mieście Tel Awiw-Jafa w Izraelu, znajdujący się na terenie Dzielnicy Drugiej.

## Położenie
Park przemysłowy leży na nadmorskiej równinie Szaron. Jest położona w północno-wschodniej części aglomeracji miejskiej Tel Awiwu, na północ od rzeki Jarkon. Zachodnią granicę stanowi ulica Raoul Wallenberg, za którą znajduje się osiedle mieszkaniowe Jisgaw. Na północy za ulicą Ha-Arad jest strefa biznesowa Kirjat Atidim. Na wschodzie rozciągają się tereny rolnicze, za którymi przebiega autostrada nr 4  (Aszkelon-Tel Awiw-Petach Tikwa-Hajfa). Na południu za rzeką Jarkon jest miasto Bene Berak.

## Historia

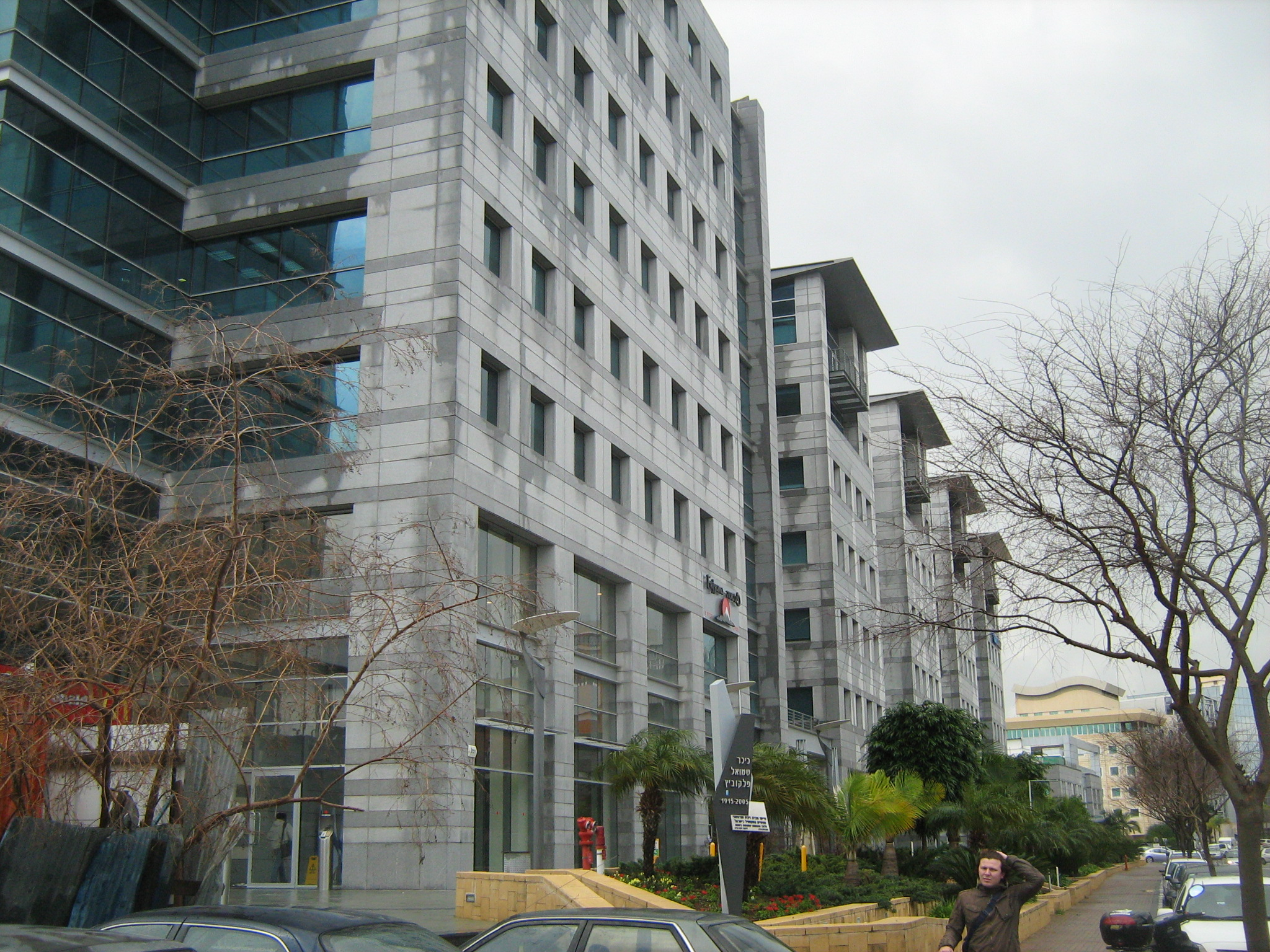
Strefa przemysłowa Jarkon

Strefa przemysłowa powstała w latach 50. XX wieku jako skupisko niewielkich zakładów produkcyjnych oraz warsztatów usługowych. Pod koniec lat 90. utworzono tutaj strefę przemysłową hi-tech. Na początku XXI wieku strefa zaczęła odgrywać coraz ważniejszą rolę w życiu kulturalno-rozrywkowym Tel Awiwu. Na dolnych piętrach tutejszych biurowców powstało wówczas wiele restauracji, kawiarni oraz centrów handlowych.

## Architektura
Zabudowa strefy składa się z nowoczesnych wielopiętrowych biurowców wzniesionych z „wielkiej płyty”. Z najwyższych budynków znajdują się tutaj wzniesione w latach 2005–2006: 16-piętrowy biurowiec Or Tower B oraz 12-piętrowy biurowiec Or Tower A.

## Edukacja
W północnej części strefy znajduje się szkoła Dalet.

## Gospodarka
Największą tutejszą firmą jest izraelskie przedstawicielstwo włoskiego koncernu motoryzacyjnego FIAT. Jednak największe znaczenie mają tutejsze firmy hi-tech, które wchodzą w skład izraelskiej Doliny Krzemowej. Zgodnie z nazwą tereny te stanowią centrum izraelskiego przemysłu tzw. „nowych technologii” (technopolia), głównie przemysłu komputerowego.

## Media

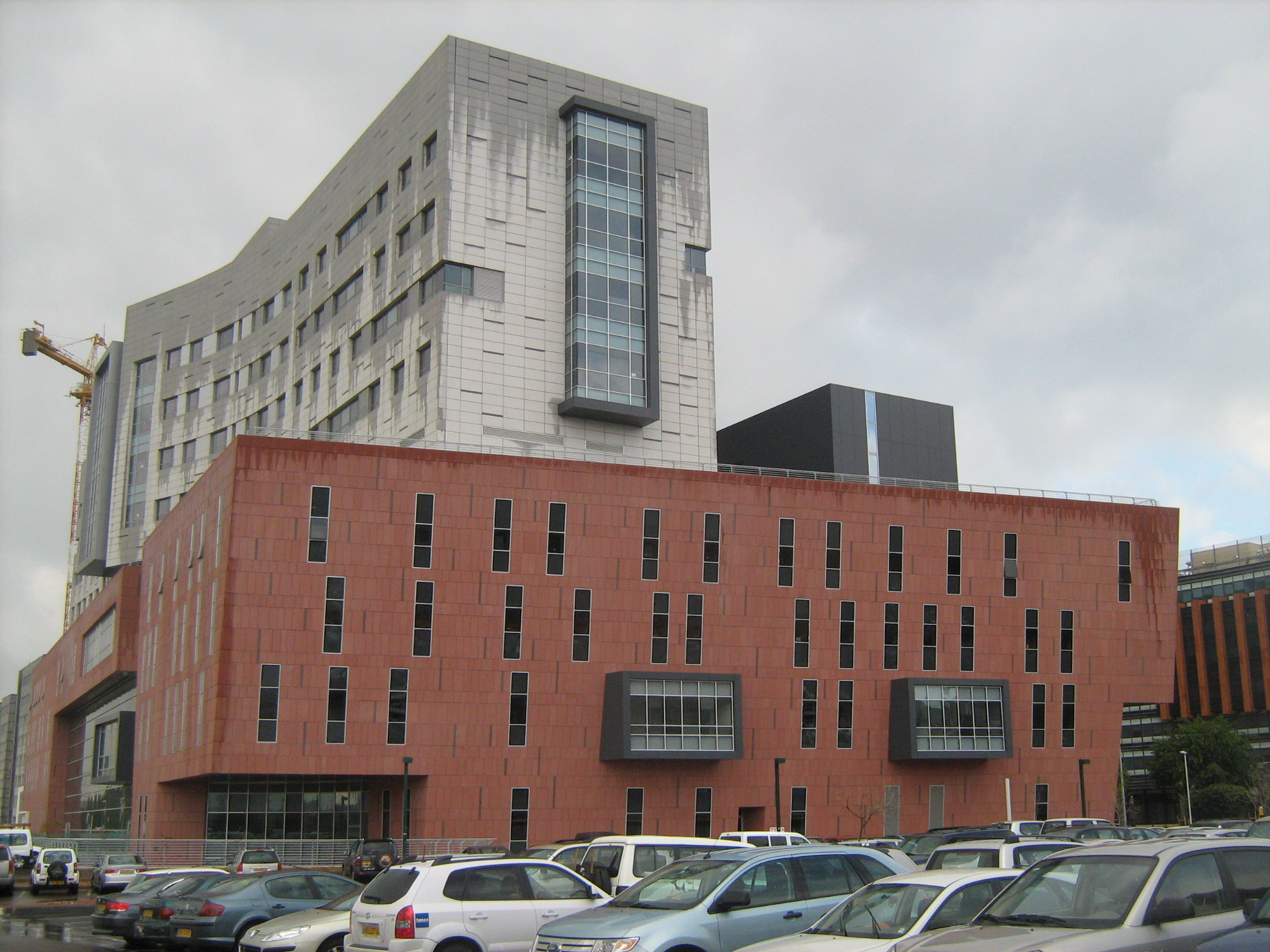
Szpital Assuta

W strefie znajduje się stacja nadawcza komercyjnej stacji telewizyjnej Channel 2 (hebr. ערוץ 2).

## Infrastruktura
W zachodniej części osiedla znajduje się posterunek policji, natomiast w południowej części jest remiza straży pożarnej.
12 maja 2009 otworzono nowoczesny szpital Assuta. W strefie jest także centrum rehabilitacyjne.

## Noclegi
W strefie przemysłowej znajduje się hotel Leonardo Boutique Hotel Tel Aviv.

## Transport
Najważniejszą ulicą osiedla jest droga nr 482  (Tel Awiw-Herclijja), którą jadąc na północ dojeżdża się do autostrady nr 5  (Tel Awiw-Ari’el).